# Johnny Acosta
Johnny Acosta (Quesada, 21 de julho de 1983), é um futebolista costarriquenho que atua como zagueiro. Atualmente, joga pelo UCR.

## Títulos
Alajuelense
- Campeonato Costarriquenho de Futebol: Invierno 2013 e Verano 2016

Costa Rica
- Copa Centroamericana: 2014